# Serieously
Serieously est un site web français consacré aux séries télévisées et à la pop culture.

## Historique
Le site Serieously est fondé en 2017. Il est fréquemment utilisé comme média francophone de référence sur les séries télévisées par la presse généraliste,.
Depuis 2020, le site est partenaire du journal Ouest-France pour les articles concernant les séries télévisées. La même année, les cofondatrices du site, Aurélia Baranes et 
Allison Josepha, interviennent comme chroniqueuses séries pour Clique,.
En 2020, il a également été associé par le festival CannesSéries pour remettre un prix à une personnalité,.
En 2021, le site lance un concours d'écriture en partenariat avec HarperCollins France et refond son identité visuelle.